# 静岡県立磐田農業高等学校

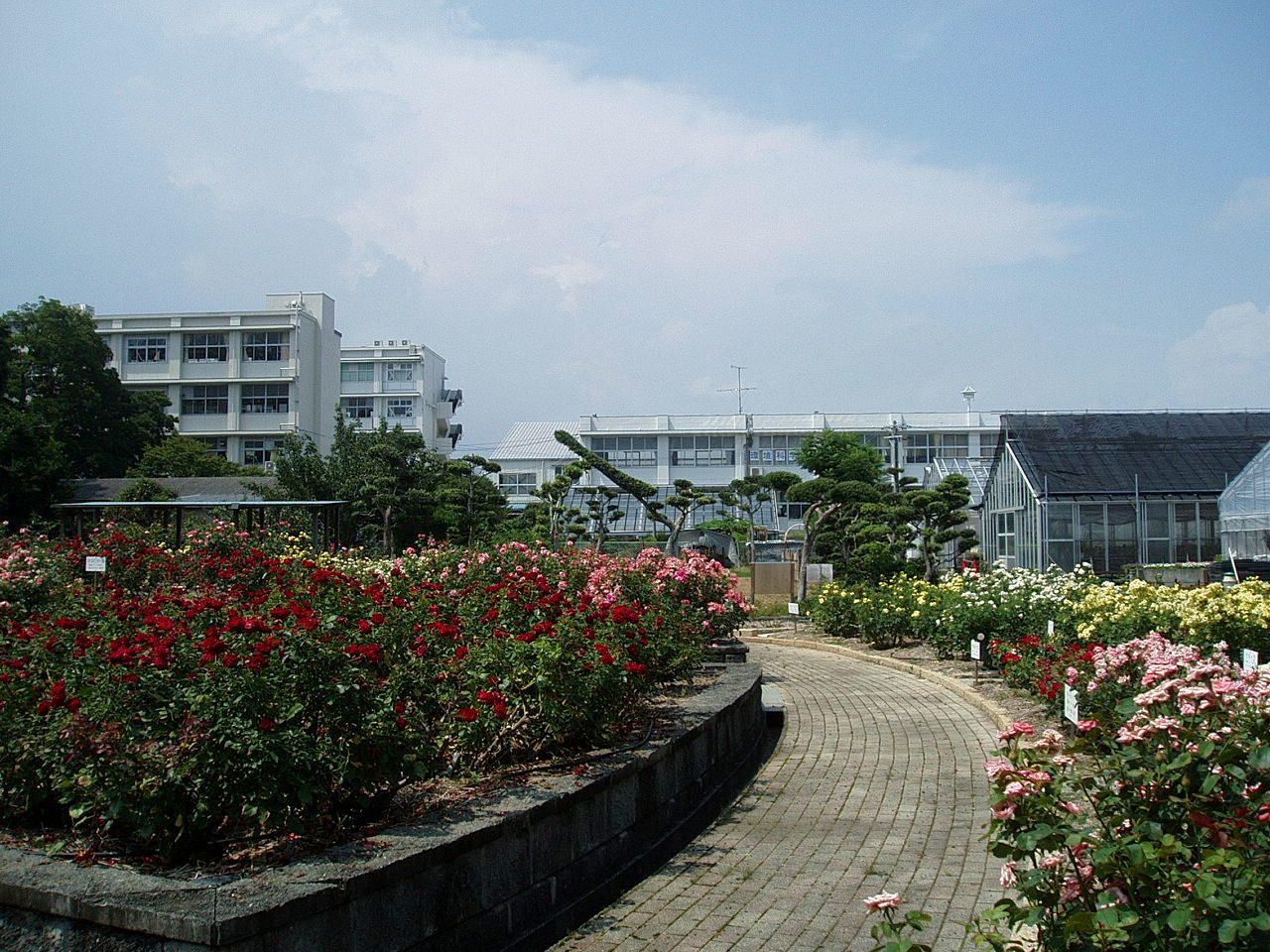
バラ園（敷地外から撮影）

静岡県立磐田農業高等学校（しずおかけんりつ いわたのうぎょうこうとうがっこう）は、静岡県磐田市中泉に所在する公立の農業高等学校。「磐農（いわのう)」と通称される。

## 設置学科
- 生産科学科
- 生産流通科
- 環境科学科
- 食品科学科
- 生活科学科

## 沿革
- 1896年（明治29年） - 磐田・豊田・山名三郡組合立中遠簡易農学校として設立。
- 1899年（明治32年） - 中遠農学校と改称。
- 1900年（明治33年） - 県立移管、静岡県農学校と改称。
- 1901年（明治34年） - 静岡県立農学校と改称。
- 1919年（大正8年） - 静岡県立中泉農学校と改称。
- 1930年（昭和5年）5月30日 - 昭和天皇が静岡県巡幸の途次、本校に訪問[1]。
- 1948年（昭和23年） - 静岡県立磐田農業高等学校と改称、竜洋分教場を設置。
- 1951年（昭和26年） - 竜洋分教場を廃止。
- 1998年（平成10年） - 創立100周年記念式を挙行。

## 部活動
中泉農学校時代の水泳部が1927年の第1回インターハイ（当時は全日本中等学校水上競技大会）で同点優勝を果たし、1935年には全国制覇を達成した。

## 著名な出身者
- 竹山祐太郎 - 元静岡県知事、元建設大臣、元自由民主党副幹事長
- 高橋郁郎 - 県農業試験場初代場長、柑橘
- 伊藤三郎 - 1936年ベルリンオリンピック競泳日本代表
- 新田康仁 - 競輪選手
- 藤田健 - プロサッカー選手
- 牲川歩見 - プロサッカー選手
- 松井宏次 - プロ野球選手
- 伊藤和也 - アフガニスタンにて農業復興活動に携わり、ゲリラによって暗殺された。
- 三遊亭楽八 - 落語家

## アクセス
- JR磐田駅より徒歩約10分
- 磐田駅北口バスターミナルより、下記のバスに乗車

| のりば  | 路線                 | 行先                  | 下車バス停     |
| ------- | -------------------- | --------------------- | -------------- |
| 1のりば | 31磐田市立病院福田線 | 磐田市立病院          | 磐田中町       |
| 2のりば | 30磐田天竜線         | ららぽーと磐田・ 山東 | 磐田中町       |
| 2のりば | 80中ノ町磐田線       | 見付・磐田営業所      | 磐田中町       |
| 1のりば | 25城之崎線           | 城之崎・ 磐田営業所   | 磐田農業高校東 |